# Seamus Heaney
Seamus Heaney (1939. április 13. – 2013. augusztus 30.) ír költő, író, előadó. 1995-ben megkapta az irodalmi Nobel-díjat, 2006-ban pedig a T. S. Eliot-díjat.

## Gyermekkora
Heaney 1939. április 13-án született a Mossbawnnak nevezett családi birtokon Castledawson és Toomebridge között Észak-Írországban, ő volt a legidősebb 9 testvér közül. 1953-ban a család a néhány mérfölddel odébb levő Bellaghyba költözött, a családnak a mai napig ez az otthona. Apja, Patrick Heaney, tősgyökeres castledawsoni lakos James és Sarah Heaney tíz gyermeke közül a nyolcadik volt.

## Magyarul megjelent művei
- Seamus Heaney versei; vál., ford., utószó Tandori Dezső; Európa Könyvkiadó, Bp., 1980 (Új Pegazus)
- Különös gyümölcs. Válogatott versek; ford. Fodor András, Géher István, Gerevich András, Imreh András, Mesterházi Mónika, Poós Zoltán, Tandori Dezső; Orpheusz, Bp., 1997
- Hűlt hely. Válogatott versek; ford. Ferencz Győző, Géher István, Gerevich András, Imreh András, Mesterházi Mónika, Tandori Dezső; Kalligram, Pozsony, 2010
- Élőlánc; ford. Ferencz Győző, Gerevich András, Imreh András, Mesterházi Mónika; FISZ–Jelenkor, Bp., 2016 (Horizontok)

## Fordítás
- Ez a szócikk részben vagy egészben  a   Seamus Heaney című angol Wikipédia-szócikk fordításán alapul.  Az eredeti cikk szerkesztőit annak laptörténete sorolja fel. Ez a jelzés csupán a megfogalmazás eredetét és a szerzői jogokat jelzi, nem szolgál a cikkben szereplő információk forrásmegjelöléseként.